# Bambusa stenoaurita
Bambusa stenoaurita là một loài thực vật có hoa trong họ Hòa thảo. Loài này được (W.T.Lin) T.H.Wen mô tả khoa học đầu tiên năm 1991.